# Уоллес, Мэтт
Мэтт Уоллес (англ. Matt Wallace) — американский музыкальный продюсер. Выпускник Калифорнийского университета в Беркли. Занимается продюсированием с 1980-х годов. Наиболее известен благодаря работе с такими группами и исполнителями, как David Baerwald, Faith No More, Maroon 5, O.A.R., The Replacements, Train и др.
Для Faith No More Уоллес спродюсировал наиболее значимые записи, среди которых дебютный альбом We Care a Lot, прорывной альбом The Real Thing, включающий хит «Epic». Альбом Angel Dust, занял первое место в списке самых влиятельных альбомов всех времён по версии журнала Kerrang!. В 2015 году Мэтт снова присоединился к группе, чтобы принять участие в работе над альбомом Sol Invictus, который дебютировал на первом месте в чарте хард-рок-альбомов Billboard.
Уоллес спродюсировал и смикшировал дебютный альбом Maroon 5 Songs About Jane, синглы «Harder To Breathe», «This Love», «Sunday Morning», и «She Will Be Loved» попали в чарт Top 40 hit singles. Было продано свыше 10 млн копий альбома по всему миру, а в 2005 году группа получила «Грэмми» в номинации «Лучший новый артист».

## Live at Studio Delux
В 2013 году Уоллес вместе с Уиллом Кеннеди  основал проект Live at Studio Delux. В нём также принимают участие Майкл Фрэнти, Энди Граммер, Thirsty Merc и Pepper. Целью проекта является показать меломанам всю прелесть живых выступлений.
У Уоллеса и Кеннеди большой опыт в работе, связанный с записью и продюсированием музыки, который насчитывает больше 30 лет. Они стараются показать артистов в своей лучшей форме, то есть выступающих живьём. Запись каждого выступления происходит на студии Мэтта Уоллеса (Studio Delux). Песни, записанные с выступлений, доступны на iTunes, а некоторые видео — на YouTube-канале.

## Принимали участие в записи [1]
- Hoobastank, Push Pull
- The Wild Flowers, Tales Like These
- 3 Doors Down, Us and the Night
- R5, Sometime Last Night
- New Beat Fund, Sponge Fingerz
- Andy Grammer, «Co-Pilot»
- Los Angelics, Land of the Brave and Dangerous
- Tommy & The High Pilots, Only Human
- Pepper, Pepper
- Blackberry Smoke, The Whippoorwill
- O.A.R., King
- Nat & Alex Wolff, Black Sheep
- Andy Grammer, Andy Grammer
- Necropolis of Love, The Hope
- Ludo, Prepare the Preparations
- Thirsty Merc, Mousetrap Heart
- Eye Alaska, Genesis Underground
- Trail, To The Rest Of The World
- Eva Avila, Give Me the Music
- O.A.R., All Sides
- The 88, Not Only… But Also
- The Dollyrots, «California Beach Boy»
- Ludo, You’re Awful, I Love You
- Fightstar, One Day Son, This Will All Be Yours
- Small Mercies, Beautiful Hum
- The Higher, On Fire
- Spin Doctors, Nice Talking to Me
- As Fast As, Open Letter to the Damned
- Josh Kelley, Almost Honest
- Virginia Coalition, OK to Go
- Kyle Riabko, Before I Speak
- Maroon 5, Songs About Jane
- Mushroomhead, XIII
- Squad Five-O, Late News Breaking
- Automatic Black, De-Evolution
- Wakefield, American Made
- 6Gig, Mind Over Mind
- Sugarcult, Start Static
- H2O, Go
- Blues Traveler, Bridge
- Buffalo Nickel, Long 331⁄3 Play
- Dog’s Eye View, Daisy
- Train, «If You Leave»
- Chantal Kreviazuk, Under These Rocks and Stones
- Deftones, «Teething»
- The Replacements, Don’t Tell a Soul
- Weapon of Choice, Highperspice, Nutmeg Phantasy
- John Hiatt, Perfectly Good Guitar, «Hiatt Comes Alive at Budokan?»
- Paul Westerberg, 14 Songs
- Faith No More, Angel Dust
- Faith No More, The Real Thing
- Faith No More, Introduce Yourself
- Faith No More, You Fat Bastards: Live at the Brixton Academy
- Faith No More, We Care a Lot
- Faith No More, Sol Invictus
- The Spent Poets, The Spent Poets
- Udora, Liberty Square
- The Toll, «Sticks and Stones and Broken Bones»
- Susanna Hoffs, Susanna Hoffs
- Sons of Freedom, Sons of Freedom, Gump
- New Monkees, What I Want single
- Josh Clayton-Felt, Inarticulate Nature Boy
- Imperial Teen, What Is Not to Love
- Green Apple Quick Step, «Kid»
- Chagall Guevara, Chagall Guevara
- Bowling for Soup, Let’s Do It for Johnny!
- Fenix TX, Fenix TX
- Peter Searcy, Could You Please and Thank You
- Mars Electric — «Someday»
- Everlast, «So Long»
- R.E.M., «Revolution»
- Bic Runga, Drive
- Ednaswap, Ednaswap
- Poe, Haunted
- David Baerwald, Bedtime Stories
- School of Fish, Human Cannonball
- Zen From Mars, New Leaf
- InCrest, The Ladder The Climb The Fall